# Stanz bei Landeck
Pour les articles homonymes, voir Stanz.
Stanz bei Landeck est une commune autrichienne du district de Landeck dans le Tyrol.